# Montizón
Montizón è un comune spagnolo di 1 949 abitanti situato nella comunità autonoma dell'Andalusia.